# Црква Светог Порфирија у Гази
Црква Светог Порфирија (грч. Εκκλησία του Αγίου Πορφυρίου, арап. كنيسة القديس برفيريوس) православна је црква Јерусалимске патријаршије у Гази у Држави Палестини и најстарија је активна црква у граду. Смјештена у четврти Зајтун у Старом граду Газе, име је добила по гаском епикопу из 5. вијека, Светом Порфирију, чији гроб се налази у сјевероисточном углу цркве.

## Историја
Црква је саграђена на том мјесту 425. године, али су изградњу садашње цркве предузели крсташи 1150-их или 1160-их година; посветили су је Светом Порфирију. Записи из 15. вијека говоре да је црква била посвећена и Богородици. Обновљена је 1856. године. Постоје неки вијенци и базе које датирају из периода крсташа, али већи дио других дијелова су каснији додаци.
Око 200 палестинских муслимана који су 2014. бјежали од израелских бомбардовања у којима је погинуло више од 70 Палестинаца нашло је уточиште у цркви Светог Порфирија. Породице су током бомбардовања спавале у ходницима и просторијама цркве и сусједних зграда, гдје су им обезбјеђивани и оброци и медицинска помоћ.

## Архитектура
Црква Светог Порфирија је правоугаоног облика, а завршава се полукуполним наткривеним храмом. Плочник је 1,8 метара испод нивоа земље на сјеверном крају, што сугерише да је садашња зграда изграђена на врху раније црквене структуре. Црква се састоји од једног брода састављеног од два препонски-сводна травеја, са истуреном полукружним апсидом којој претходи презвитериј са бачвастим сводом. Унутрашње димензије грађевине су 22,9 метара са 8,9 метара, укључујући апсиду. Има архитектонску и конструкцијске сличности са бившом катедралом Светог Јована Крститеља (сада Велика џамија у Гази).
У цркви постоји три улаза: западни има портик са три мермерна стуба који носе два преломљена лука. Основе мермера датирају из доба крсташа. У цркву се може ући и са њене фасаде или са споредних врата која излазе на модерну галерију, опремљену степеницама за спуштање у ниво плочника. Његове колосалне зидове подупиру хоризонтални мермерни и гранитни стубови и пиластери.